# 危険度分布
危険度分布（きけんどぶんぷ）とは、気象庁が発表する防災気象情報の1つ。大雨による土砂災害・浸水害・洪水災害の危険度の高まりを面的に地図上で確認できるシステムである。災害の危険度を5段階で色分けして地図上にリアルタイムに表示する。愛称は、「危機が来る」に由来した「キキクル」（一般公募により2021年3月に決定）。気象庁ホームページのほかにも、テレビの気象情報、スマホアプリなどから届く「危険度通知」にも使用されている。

## 警戒レベル・避難情報との対応
大雨警報 (土砂災害) の危険度分布（土砂キキクル）と洪水警報の危険度分布（洪水キキクル）は、大雨や洪水の警戒レベルと対応している。「注意」（黄色）はレベル2相当、「警戒」（赤）はレベル3相当、「危険」（紫）はレベル4相当、「災害切迫」（黒）はレベル5相当の状況であることを示す。
そして、「警戒」（赤）は高齢者等避難、「危険」（紫）は避難指示が発令されうる状況であり、「災害切迫」（黒）は場合によっては緊急安全確保が発令される状況である。

## 危険度分布の種類

### 大雨警報 (土砂災害) の危険度分布
大雨警報（土砂災害）の危険度分布（土砂キキクル）は、大雨による土砂災害発生の危険度の高まりを地図上で1km四方の領域（メッシュ）ごとに、5段階に色分けして示す情報である。常時10分毎に更新しており、大雨警報（土砂災害）や土砂災害警戒情報等が発表されたときには、大雨警報（土砂災害）の危険度分布により、どこで危険度が高まっているかを把握することができる。
気象庁ホームページ上で2013年（平成25年）6月より「土砂災害警戒判定メッシュ情報」として情報の提供が開始され、2019年（令和元年）6月より判定領域をこれまでの5㎞四方から1km四方に細分化（高解像度化）し、浸水害と洪水の危険度分布（後節参照）に合わせる形で、呼称を「大雨警報（土砂災害）の危険度分布」に変更した。
特に「災害切迫」（黒）が出現した場合、大雨特別警報（土砂災害）の指標に用いる基準に実況で到達しており、土砂災害警戒区域等では、過去の重大な土砂災害発生時に匹敵する極めて危険な状況となっており、命に危険が及ぶような土砂災害がすでに発生していてもおかしくない。このため、避難にかかる時間を考慮して、土壌雨量指数等の2時間先までの予測値を用いて「危険」（紫）、「警戒」（赤）、「注意」（黄）、「今後の情報等に留意」（無色）の危険度を表示している。
土砂災害警戒区域等に住む人々は、可能な限り早めの避難を心がけ、高齢者等は遅くとも「警戒」（赤：警報基準に達すると予想）が出現した時点で、一般の方は遅くとも「危険」（紫：土砂災害警戒情報基準に達すると予想）が出現した時点で避難する必要がある（「災害切迫」（黒）は避難がすでに難しい状況となるため、この情報の出現まで待たない）。
内閣府の「避難情報に関するガイドライン」では「土砂災害に関するメッシュ情報において危険度が高まっているメッシュと重なった土砂災害警戒区域等に避難情報を発令することを基本とする」とされている。市町村から発令される避難情報にも留意し、土砂災害警戒区域等の外の少しでも安全な場所への早めの避難を心がける必要がある。
| 色     | 危険度 と基準                                                   | 住民等の行動の例 | 内閣府のガイドラインで発令の目安とされる避難情報 | 相当する警戒レベル |
| ------ | --------------------------------------------------------------- | --- | ------------------------------------------------ | ------------------ |
| 黒     | 災害切迫 大雨特別警報（土砂災害）の指標に用いる基準に実況で到達 | 命に危険が及ぶ土砂災害が切迫。土砂災害がすでに発生している可能性が高い状況。 （立退き避難がかえって危険な場合）命の危険があり、ただちに身の安全を確保。 この状況になる前に土砂災害危険箇所や土砂災害警戒区域の外の少しでも安全な場所への避難を完了しておく必要がある。 | 緊急安全確保                                     | 5相当              |
| 紫     | 危険 2時間先までに土砂災害警戒情報の基準に到達すると予想        | 命に危険が及ぶ土砂災害がいつ発生してもおかしくない状況。速やかに土砂災害危険箇所や土砂災害警戒区域の外の少しでも安全な場所へ避難する。 | 避難指示                                         | 4相当              |
| 赤     | 警戒（警報級） 2時間先までに警報基準に到達すると予想            | 高齢者等は土砂災害危険箇所や土砂災害警戒区域の外の少しでも安全な場所へ避難する。高齢者等以外の方も、普段の行動を見合わせ始めたり、避難の準備をしたり、自ら避難の判断をする。                                                                                           | 高齢者等避難                                     | 3相当              |
| 黄     | 注意（注意報級） 2時間先までに注意報基準に到達すると予想        | ハザードマップ等により避難行動を確認する。今後の情報や周囲の状況、雨の降り方に注意する。危険度分布をこまめに確認する。 | —                                                | 2相当              |
| (透明) | 今後の情報等に留意                                              | 今後の情報や周囲の状況、雨の降り方に留意する。 | —                                                | —                  |

### 大雨警報 (浸水害) の危険度分布
大雨警報（浸水害）の危険度分布（浸水キキクル）は、1時間先までの雨量予測を用いた表面雨量指数の予測値が大雨警報（浸水害）等の基準に到達したかどうかを地図上で5段階に色分けして示す情報である。大雨警報（浸水害）等が発表されたときに、実際にどこで浸水害発生の危険度が高まっているのかが一目で確認できる。気象庁ホームページで2017年（平成29年）7月より情報の提供が開始された。
なお、2017年度出水期よりこれまでの「雨量の基準」に代えて、短時間強雨による浸水害発生との相関が雨量よりも高い「表面雨量指数の基準」を用いて大雨警報（浸水害）・大雨注意報の発表判断を行うよう変更している。
大雨警報（浸水害）の危険度分布は、表面雨量指数の1時間先までの予測値が「注意報基準未満の場合」、「注意報基準以上となる場合」、「警報基準以上となる場合」、「警報基準を大きく超過した基準以上となる場合」及び、「大雨特別警報（浸水害）の指標に用いる基準に実況で到達」の5段階で色分けして、短時間強雨による浸水害発生の危険度を分布として表示している。
| 色     | 危険度 と基準                                                  | 住民等の行動の例 | 想定される周囲の状況例 |
| ------ | -------------------------------------------------------------- | --- | --- |
| 黒     | 災害切迫 大雨特別警報（浸水害）の指標に用いる基準に実況で到達  | （立退き避難がかえって危険な場合）命の危険があり、ただちに身の安全を確保。（警戒レベル5相当） この状況になる前に少しでも安全な場所への避難を完了しておく必要がある。       | 重大な浸水害が切迫。浸水害がすでに発生している可能性が高い状況。 |
| 紫     | 危険 1時間先までに警報基準を大きく超過した基準に到達すると予想 | 周囲の状況を確認し、各自の判断で、屋内の浸水が及ばない階に移動する。 | 道路が一面冠水し、側溝やマンホールの場所が分からなくなるおそれがある。道路冠水等のために鉄道やバスなどの交通機関の運行に影響が出るおそれがある。周囲より低い場所にある多くの家屋が、床上まで水に浸かるおそれがある。 |
| 赤     | 警戒（警報級） 1時間先までに警報基準に到達すると予想           | 安全確保行動をとる準備が整い次第、早めの行動をとる。高齢者等は速やかに安全確保行動をとる。                                                                                 | 側溝や下水が溢れ、道路がいつ冠水してもおかしくない。周囲より低い場所にある家屋が、床上まで水に浸かるおそれがある。                                                                                                   |
| 黄     | 注意（注意報級） 1時間先までに注意報基準に到達すると予想       | 今後の情報や周囲の状況、雨の降り方に注意。危険度分布をこまめに確認する。ただし、各自の判断で、住宅の地下室からは地上に移動し、道路のアンダーパスには近づかないようにする。 | 周囲より低い場所で側溝や下水が溢れ、道路が冠水するおそれがある。住宅の地下室や道路のアンダーパスに水が流れ込むおそれがある。周囲より低い場所にある家屋が、床下まで水に浸かるおそれがある。                           |
| (透明) | 今後の情報に留意                                               | 今後の情報や周囲の状況、雨の降り方に留意。 | 普段と同じ状況。雨のときは、雨水が周囲より低い場所に集まる。 |

### 洪水警報の危険度分布
洪水警報の危険度分布（洪水キキクル）は、大雨による中小河川（水位周知河川及びその他河川）の洪水災害発生の危険度の高まりを地図上で5段階に色分けして示す情報である。危険度の判定には3時間先までの流域雨量指数の予測値を用いており、中小河川の特徴である急激な増水による危険度の高まりを事前に確認することができる。また、大河川で洪水のおそれがあるときに発表される指定河川洪水予報についても表示しており、中小河川の洪水危険度とあわせて確認することができる。気象庁ホームページで2017年（平成29年）7月より情報の提供が開始された。
洪水警報の危険度分布では、流域雨量指数等の3時間先までの予測値が「注意報基準未満の場合」、「注意報基準以上となる場合」、「警報基準以上となる場合」、「警報基準を大きく超過した基準以上となる場合」及び、「大雨特別警報（浸水害）の指標に用いる基準に実況で到達」の5段階で色分けして、中小河川の洪水災害発生の危険度を河川の流路に沿って表示している。
中小河川において、流域雨量指数基準と複合基準の双方を持つ場合は、両者による判定のうち、より危険度の高いほうに色分けして表示している。
また、洪水予報河川においては、湛水型内水氾濫の危険度を河川の流路に沿ってハッチで表示している。このハッチ表示が出現したときには、当該河川の外水氾濫のおそれではなく、当該河川の増水による湛水型の内水氾濫のおそれがある状況を示している。洪水予報河川の外水氾濫の危険度については、あわせて表示している指定河川洪水予報の発表状況を確認する必要がある。
なお、現時点では、湛水型の内水氾濫のうち、雨の全く降っていない場合に発生するものまでは考慮されていない。雨がやんで「湛水型内水氾濫の危険度」の表示が消えた場合であっても、氾濫危険情報等が発表されている場合には、周辺の支川や下水道の氾濫にも引き続き警戒する必要がある。
| 色     | 危険度 と基準                                                  | 住民等の行動の例 | 内閣府のガイドラインで発令の目安とされる避難情報 | 相当する警戒レベル |
| ------ | -------------------------------------------------------------- | --- | ------------------------------------------------ | ------------------ |
| 黒     | 災害切迫 大雨特別警報（浸水害）の指標に用いる基準に実況で到達  | 重大な洪水災害が切迫。洪水災害がすでに発生している可能性が高い状況。 （立退き避難がかえって危険な場合）命の危険があり、ただちに身の安全を確保。 この状況になる前に少しでも安全な場所への避難を完了しておく必要がある。 | 緊急安全確保                                     | 5相当              |
| 紫     | 危険 3時間先までに警報基準を大きく超過した基準に到達すると予想 | 水位周知河川・その他河川がさらに増水し、今後氾濫し、重大な洪水災害が発生する可能性が高い状況。水位が一定の水位を越えている場合には、速やかに安全な場所へ避難する。                                                     | 避難指示                                         | 4相当              |
| 赤     | 警戒（警報級） 3時間先までに警報基準に到達すると予想           | 水位が一定の水位を越えている場合には、高齢者等は安全な場所へ避難する。高齢者等以外の方も、普段の行動を見合わせ始めたり、避難の準備をしたり、自ら避難の判断をする。                                                     | 高齢者等避難                                     | 3相当              |
| 黄     | 注意（注意報級） 3時間先までに注意報基準に到達すると予想       | ハザードマップ等により避難行動を確認する。今後の情報や周囲の状況、雨の降り方に注意する。危険度分布をこまめに確認する。                                                                                                 | —                                                | 2相当              |
| (水色) | 今後の情報等に留意                                             | 今後の情報や周囲の状況、雨の降り方に留意する。 | —                                                | —                  |

## 通知サービス
危険度分布について、速やかに避難が必要とされる警戒レベル4に相当する「危険（紫）」などへの危険度の高まりをプッシュ型で通知するサービスを、気象庁の協力のもとで、5つの事業者が実施している。この通知サービスは住民の主体的な避難の判断を支援することを目的としている。
2018年（平成30年）度に開催された「防災気象情報の伝え方に関する検討会」では、 「大雨・洪水警報の危険度分布」の危険度（色）が変わっても、すぐに気づくことができないので使いづらいという課題が指摘され、 「危険度分布」の危険度の高まりが確実に伝わるよう、希望者向けに通知するサービスを開始すべきであるとされた。また、内閣府の「避難情報に関するガイドライン」や中央防災会議の「平成30年7月豪雨を踏まえた水害・土砂災害からの避難のあり方について（報告）」においても、住民は「自らの命は自らが守る」意識を持ち、自らの判断で避難行動をとるとの方針が示されるとともに、「住民が自ら行動をとる際の判断に参考となる情報」の発信にあたっては、発信した情報の参考となる警戒レベルが分かるようにすべきとされた。
これを受けて2019年（令和元年）7月より、住民の主体的な避難の判断を支援することを目的に、「危険度分布」等が示す5段階の危険度の変化を、警戒レベルを付して分かりやすくプッシュ型で通知することとなった。
この通知サービスでは、ユーザーが登録した地域の危険度が上昇したとき等に、メールやスマホアプリでプッシュで連絡される。土砂災害や洪水災害等から避難が必要な状況となっていることにすぐに気付くことができ、自主的な避難の判断に活用することが期待される。また、離れた場所に暮らしている家族に避難を呼びかけることにも活用できる。

## 2022年の配色・キーワード変更
現在は下位から「今後の情報等に留意」（透明または水色）、「注意」（黄色）、「警戒」（赤）、「危険」（紫）、「災害切迫」（黒）となっているが、この配色・キーワードになったのは2022年（令和4年）6月30日からである。それ以前は上位2階級が「非常に危険」（うす紫/ ）と「極めて危険」（濃い紫/ ）だった。
2019年の警戒レベル導入後にそれと紐づけられるようになり、「注意」「警戒」「非常に危険」がそれぞれレベル2から4相当となった一方で、「極めて危険」の判定基準は特別警報の基準値超過に相当するレベル5と相違があったため、レベルに対応していなかった。この一致を図り、より明確で分かりやすい情報にするため、改められた。